# Грановський Олександр Геннадійович
Олекс́андр Генн́адійович Грановський (народ. 31 липня 1972 рік, у місті Умань, Черкаська область) — український бізнесмен, мільйонер, народний депутат України.

## Освіта
У 1995 р. закінчив юридичний факультет Одеського національного університету ім. Мечникова. Згодом — Національну академію державного управління при Президентові України.

## Бізнес
На 1 липня 2014 року Грановський був співвласником компанії Vertex United, яка об'єднує:
- Готельний напрямок (4-5 зіркові готелі): «Президент готель», готель «Бристоль», «Лондонська», інші об'єкти готельного призначення.
- Інвестиційно-девелоперський напрямок: діяльність у різнобічних сферах економіки.
- Медіа напрямок: журнали «Фокус», «Фокус. Красивая страна», сайт focus.ua

Станом на 2022 рік серед учасників компанії Vertex United Грановський не обліковується (згідно відомостей, розміщених в державному реєстрі, єдиним власником компанії є Борис Кауфман).

### Виробництво алкогольних напоїв
Бізнесмени Грановський та Борис Кауфман були засновниками холдингу з виробництва алкоголю — «Оверлайн», найбільш важливими активами якого були ЗАТ «Перший лікеро-горілчаний завод» (виробляв горілку під ТМ «Мягков» та ТМ «Штурман») та ПАТ «Одеський завод шампанських вин» (марки ігристих вин «Одеса» та L'Odessika, Henri Roederer). Навесні 2008 р. власники концерну продали марку «Мягков» російському холдингу «Синергія». «Одеський завод шампанських вин» було продано в 2009-му році італійському концерну Campari. У 2012 р. бізнесмени втратили другий великий актив — «Перший лікеро-горілчаний завод». Вищий господарський суд України задовольнив позов прокуратури Одеської області про розірвання договору оренди цілісного майнового комплексу підприємства. Прокуратура вимагала розірвати договір оренди у зв'язку з тим, що орендар — приватне акціонерне товариство «Оверлайн» — не платив за оренду майна. Наприкінці 2012 року Олександр Грановський та Борис Кауфман продали всі активи в алкогольному бізнесі.

### Готельний бізнес
Олександр Грановський — колишній акціонер керуючої компанії Vertex Hotel Group (торгова марка ТОВ «Л. А. Р. К.»), що управляє об'єктами готельного призначення: «Бристоль», «Лондонська» в Одесі та «Президент готель» у Києві.

#### Бристоль
У 2011 р. готель був заново відкритий після реставрації. «Бристоль» відбудовували за допомогою архівних карток, малюнків, фото і створили його таким, яким його спроектував архітектор Бернардацці. Оновлений «Бристоль» став ще одним п'ятизірковим готелем в Одесі. Представники групи не розголошували, скільки коштів було витрачено на відбудову, у ЗМІ комплекс робіт оцінювали в 10-20 млн $. У 2011 р. готель заново відкрили після реставрації. У 2013 р. власники вирішили передати комплекс в управління міжнародному готельному операторові Starwood Hotels & Resorts. З 1 грудня 2013 р. готель було перейменовано в The Luxury Collection і передано під управління оператора.

#### Лондонська
Із 2008 року до складу групи компаній Vertex Hotel Group увійшов готель «Лондонська», збудований у 1928 році.[джерело?].

#### Президент Готель
У 2009 році Олександр Грановський та Борис Кауфман отримали право оренди Президент-Готелю.

### Будівельний бізнес
Олександру Грановському також належала низка будівельних компаній. Зокрема, ТОВ «Каштан-Девелопмент» (ФПГ «Каштан»), яка займалась будівництвом житлових комплексів в Одесі, тощо[джерело?].

### Банки
Олександр Грановський — в минулому співвласник, член наглядової ради ПАТ «Фінбанк» (Одеса), який було заснованого 1990 р. (ліквідований в 2019 році). Також у ЗМІ у листопаді 2013 р. висувались припущення про те, що бізнесмен є співвласником ПАТ «Платинум Банк», однак з'ясувалось, що Олександр Грановський не має відношення до Платинум банку.

### Авіація
З 2002 року — співвласник ВІП-терміналу в Одеському аеропорті (реконструйований із колишнього багажного відділення).
У 2014 р. пов'язана з Кауфманом та Грановським компанія ТОВ «Спецремстрой» отримала від держави 1,7 млрд гривень на реконструкцію злітно-посадкової смуги одеського аеропорту.
Також Олександра Грановського та Бориса Кауфмана пов'язували з компанією ТОВ «Аеропорт Хендлінг», яка з 2013 року стала монополістом у наданні хендлінгових послуг в аеропортах «Одеса» і «Сімферополь». Але прямих доказів щодо цієї інформації не було[джерело?]. Директор аеропорту Бориспіль Сергій Гомболевський стверджував, що договір з «Аеропорт Хендлінг» розірвано.
Видання «УкрРудПром» пов'язувало Олександра Грановського з аеропортом «Сімферополь».

### Інвестиції
З 2007 р. Олександр Грановський почав вивчати можливості інвестування в Ізраїлі. Зблизився з місцевим відділенням хасидського руху ХАБАД і з активістами фонду «Or Avner» («Світло Авнера»), заснованого в пам'ять про батька Леві Леваєва, раббі Авнера Леваєва.
Влітку 2013 р. бізнесмен спробував купити одну з найбільших компаній Ізраїлю — холдинг IDB, але кредитори IDB ухвалили рішення про продаж контрольного пакету акцій холдингу конкурентам Олександра Грановського і Нохі Данкнера — аргентинському магнату Едуардо Ельштейну, ізраїльському підприємцю Моті Бен-Моше і німецькій компанії Extra Holding GmbH. Бізнесмен спробував оскаржити рішення кредиторів, але його звинуватили в тиску на окружний суд Тель-Авіва, а також дачі хабарів чиновникам Комісії з цінних паперів Ізраїлю.
Олександру Грановському та Борису Кауфману належали одеський телеканал «РІАК» і журнал «Фокус».

## Розслідування

### Ізраїль
20 лютого 2019 року Інтерпол на прохання Ізраїлю оголосив у розшук Грановського. Правоохоронні органи Ізраїлю підозрювали його в розкраданні, шахрайстві, махінаціях із цінними паперами на $60 млн протягом 2012—2016 років.

### Україна
21 жовтня 2022 року НАБУ і САП повідомили Грановському про підозру в організації корупційної схеми на 93,3 млн грн на Одеському припортовому заводі. У серпні 2024 року Грановський виграв Вищий антикорупційний суд, йому було скасовано підозру від НАБУ про організацію корупційної схеми на 93,3 млн грн.

## Статки
У 2009—2012 рр.. Грановський чотири рази потрапляв до рейтингу «200 найбагатших людей України».
За підсумками 2013 р. статки Грановського оцінювали в 87,5 млн доларів.

## Політика
На початку 2000 р. Грановський пішов у політику. В 2002—2006 рр. був народним депутатом України IV скликання від фракції СДПУ(о), членом Комітету з питань бюджету Верховної Ради України. На парламентських виборах 2006 р. балотувався від опозиційного блоку «Не Так!», де був 14-м у списку. Однак ця політична сила до Верховної Ради України не потрапила.

## Громадська діяльність
Член Опікунської ради Єврейської Конфедерації України[джерело?]. Президент руху «Всесвітній ХАБАД» і фінансист єврейської громади Одеси.
Віце-президент Федерації футболу України[джерело?].
Спільно з дружиною заснував благодійний фонд «Шляхи майбутнього»[джерело?].
За підтримки Грановського у жовтні 2014 року в Одесі пройшла виставка українських художників у складі арт-проекту «Родина».

## Нагороди
- Орден «За заслуги» 3 ступеня (31 липня 2004) — за активну участь у законотворчій роботі, вагомий особистий внесок у реконструкцію навчально-виробничого комплексу Міжнародного дитячого центру «Артек»[34];

- У 2001 році Олександра Грановського було обрано «Бізнесменом року» в Одесі[35].

## Сім'я
Розлучений, виховує п'ятьох дітей.